# John Lyng
 John Lyng (Trondheim, 1905. augusztus 22. – 1978. január 18.) norvég konzervatív politikus, miniszterelnök.

## Életpályája
1927-ben szerzett jogi diplomát. Koppenhágában és Heidelbergben tanult. A II. világháború előtt és után ügyvédként és bíróként dolgozott.
Eredetileg a liberális baloldali párt tagja volt, ahol 1934 és 1935 között a helyi pártszervezetet vezette. 1934-1940 között és 1945-ben a trondheimi városi tanács végrehajtó bizottságának tagja volt.
1945-ben átlépett a Konzervatív Pártba, ahol 1947-ig a trondheimi szervezet elnöke volt. 1945-ben Sør-Trøndelag és Nord-Trøndelag megyék vásárvárosaiban a norvég parlament tagjává választották, 1953-ban pedig újraválasztották. Ezután egy ciklust kihagyott, majd 1958-ban és 1961-ben újra képviselővé választották, ezúttal már Akershus megyében. 1955-1959-ig Skien városi tanácsának tagja volt.
Bár 1963 augusztusában két szocialista képviselő is megszavazta a Gerhardsen-kormány elleni bizalmatlansági indítványt, a kormány egy hónappal később újra bizalmat kapott. Eközben Lyng sikeresen kovácsolt koalíciót a szocialista párttal szemben álló pártokból.
A következő, 1965-ös választáson a jobbközép erők kaptak többséget, és Per Borten kormányában Lyng külügyminiszter lett. Ezen a posztján Svenn Stray váltotta 1970-ben. 1964 és 1970 között Oslo és Akershus megyei kormányzója is volt.

## Fordítás
- Ez a szócikk részben vagy egészben a John Lyng című angol Wikipédia-szócikk ezen változatának fordításán alapul.  Az eredeti cikk szerkesztőit annak laptörténete sorolja fel. Ez a jelzés csupán a megfogalmazás eredetét és a szerzői jogokat jelzi, nem szolgál a cikkben szereplő információk forrásmegjelöléseként.